# Manihot
Manihot Mill., 1754 è un genere di piante angiosperme dicotiledoni della famiglia delle Euforbiacee.

## Distribuzione e habitat
Le specie di questo genere sono distribuite nell'ecozona neotropicale del continente americano, per la massima parte in Brasile.

## Tassonomia
Il genere comprende le seguenti specie:.
- Manihot acuminatissima Müll.Arg.
- Manihot aesculifolia (Kunth) Pohl
- Manihot allemii M.J.Silva
- Manihot alterniflora P.Carvalho & M.Martins
- Manihot alutacea D.J.Rogers & Appan
- Manihot angustiloba (Torr.) Müll.Arg.
- Manihot anisophylla (Griseb.) Müll.Arg.
- Manihot anomala Pohl
- Manihot appanii M.J.Silva
- Manihot arenaria M.Mend.
- Manihot attenuata Müll.Arg.
- Manihot auriculata McVaugh
- Manihot australis M.Mend. & Orlandini
- Manihot baccata Allem
- Manihot bellidifolia  P.Carvalho & M.Martins
- Manihot boliviana Pax & K.Hoffm.
- Manihot brachyandra Pax & K.Hoffm.
- Manihot brachyloba Müll.Arg.
- Manihot brachystachys Pax & K.Hoffm.
- Manihot brasiliana M.Mend. & T.B.Cavalc.
- Manihot breviloba  P.Carvalho & M.Martins
- Manihot caerulescens Pohl
- Manihot carthagenensis (Jacq.) Müll.Arg.
- Manihot catingae Ule
- Manihot caudata Greenm.
- Manihot cecropiifolia Pohl
- Manihot cezarii M.Martins
- Manihot chlorosticta Standl. & Goldman
- Manihot coimbrana M.Mend.
- Manihot compositifolia Allem
- Manihot condensata D.J.Rogers & Appan
- Manihot confertiflora M.J.Silva
- Manihot congesta M.Mend. & T.B.Cavalc.
- Manihot corymbiflora Pax & K.Hoffm.
- Manihot crassisepala Pax & K.Hoffm.
- Manihot crotalariiformis Pohl
- Manihot davisiae Croizat
- Manihot debilis M.Mend. & T.B.Cavalc.
- Manihot decurrens M.Mend. & M.Martins
- Manihot diamantinensis Allem
- Manihot dichotoma Ule
- Manihot divergens Pohl
- Manihot ebracteata M.Mend. & T.B.Cavalc.
- Manihot elongata  P.Carvalho & M.Martins
- Manihot epruinosa Pax & K.Hoffm.
- Manihot erecta M.Mend. & T.B.Cavalc.
- Manihot esculenta Crantz
- Manihot fabianae M.Mend.
- Manihot falcata D.J.Rogers & Appan
- Manihot fallax M.J.Silva & L.S.Inocencio
- Manihot filamentosa Pittier
- Manihot flemingiana D.J.Rogers & Appan
- Manihot foetida (Kunth) Pohl
- Manihot fortalezensis Nassar, D.G.Ribeiro, Bomfim & P.T.C.Gomes
- Manihot fruticulosa (Pax) D.J.Rogers & Appan
- Manihot gabrielensis Allem
- Manihot glauca M.Mend. & T.B.Cavalc.
- Manihot gracilis Pohl
- Manihot grahamii Hook.
- Manihot graminiformis M.Mend.
- Manihot gratiosa M.J.Silva
- Manihot guaranitica Chodat & Hassl.
- Manihot hahnii M.Martins & T.Silveira
- Manihot handroana Cruz
- Manihot hassleriana Chodat
- Manihot heptaphylla Ule
- Manihot hilariana Baill.
- Manihot hunzikeriana Mart.Crov.
- Manihot incisa M.Mend. & T.B.Cavalc.
- Manihot inflata Müll.Arg.
- Manihot inflexa M.Mend. & T.B.Cavalc.
- Manihot irwinii D.J.Rogers & Appan
- Manihot jacobinensis Müll.Arg.
- Manihot janiphoides Müll.Arg.
- Manihot jolyana Cruz
- Manihot kalungae M.J.Silva & Sodré
- Manihot leptophylla Pax & K.Hoffm.
- Manihot linearifolia Müll.Arg.
- Manihot longepetiolata Pohl
- Manihot longiracemosa  P.Carvalho & M.Martins
- Manihot lourdesiae M.J.Silva
- Manihot luxurians M.J.Silva
- Manihot macrocarpa  P.Carvalho & M.Martins
- Manihot maracasensis Ule
- Manihot marajoara Huber
- Manihot mattogrossensis Pax & K.Hoffm.
- Manihot mcvaughii V.W.Steinm.
- Manihot membranacea Pax & K.Hoffm.
- Manihot michaelis McVaugh
- Manihot minima M.Mend. & T.B.Cavalc.
- Manihot minimiflora M.J.Silva
- Manihot mirabilis Pax
- Manihot montana M.J.Silva
- Manihot mossamedensis Taub.
- Manihot nana Müll.Arg.
- Manihot neusana Nassar
- Manihot nogueirae Allem
- Manihot oaxacana D.J.Rogers & Appan
- Manihot obovata J.Jiménez Ram.
- Manihot oligantha Pax & K.Hoffm.
- Manihot orbicularis Pohl
- Manihot pachycaulis M.J.Silva
- Manihot palmata Müll.Arg.
- Manihot pandurata M.Martins & M.Mend.
- Manihot pauciflora Brandegee
- Manihot paviifolia Pohl
- Manihot peltata Pohl
- Manihot pentaphylla Pohl
- Manihot peruviana Müll.Arg.
- Manihot pilosa Pohl
- Manihot pinatiloba M.Mend. & T.B.Cavalc.
- Manihot pohliana Müll.Arg.
- Manihot pohlii Wawra
- Manihot populifolia Pax
- Manihot porphyrantha M.Mend. & T.B.Cavalc.
- Manihot pringlei S.Watson
- Manihot procumbens Müll.Arg.
- Manihot pruinosa Pohl
- Manihot pseudoglaziovii Pax & K.Hoffm.
- Manihot pulchrifolius M.J.Silva
- Manihot purpurea M.Mend. & T.B.Cavalc.
- Manihot purpureocostata Pohl
- Manihot pusilla Pohl
- Manihot quinquefolia Pohl
- Manihot quinqueloba Pohl
- Manihot quinquepartita Huber ex D.J.Rogers & Appan
- Manihot reflexifolia  P.Carvalho & M.Martins
- Manihot reniformis Pohl
- Manihot reptans Pax
- Manihot rhomboidea Müll.Arg.
- Manihot robusta M.Mend. & T.B.Cavalc.
- Manihot rubricaulis I.M.Johnst.
- Manihot sagittata M.Mend. & M.Martins
- Manihot sagittatopartita Pohl
- Manihot salicifolia Pohl
- Manihot saxatilis M.J.Silva & Sodré
- Manihot scandens  L.S.Inocencio & M.J.Silva
- Manihot sparsifolia Pohl
- Manihot stellata M.Mend.
- Manihot stipularis Pax
- Manihot striata M.Mend. & M.Martins
- Manihot stricta Baill.
- Manihot subspicata D.J.Rogers & Appan
- Manihot surinamensis D.J.Rogers & Appan
- Manihot takape De Egea & Peña-Chocarro
- Manihot tenella Müll.Arg.
- Manihot tomatophylla Standl.
- Manihot tombadorensis M.Mend. & T.B.Cavalc.
- Manihot tomentosa Pohl
- Manihot triloba (Sessé) McVaugh ex Miranda
- Manihot tripartita (Spreng.) Müll.Arg.
- Manihot triphylla Pohl
- Manihot tristis Müll.Arg.
- Manihot variifolia Pax & K.Hoffm.
- Manihot veadeirensis M.J.Silva
- Manihot violacea Pohl
- Manihot walkerae Croizat
- Manihot websteri D.J.Rogers & Appan
- Manihot weddelliana Baill.
- Manihot xavantinensis D.J.Rogers & Appan
- Manihot zehntneri Ule